# Cyberduck
Cyberduck är ett FTP- och SFTP-program avsett att köras i Mac OS, och från version 4.0 (som släpptes 2011) även Microsoft Windows. Programmet är open source.
- Wikimedia Commons har media som rör Cyberduck.